# 열정 (2004년 드라마)
《열정》은 2004년 4월 26일부터 2004년 10월 2일까지 방영된 MBC 아침드라마이다.

## 등장 인물

### 주요 인물
- 진희경 : 석인희(31세) 역
- 손현주 : 강우식(35세) 역 - 음반사 대표, 인희의 남편
- 조미령 : 최강지(33세) 역 - 우식의 전처, 시간강사
- 최철호 : 봉준태(31세) 역 - 인희의 전남편, 치과의사

### 주변 인물
- 신소미 : 주영임(31세) 역 - 부동산 중계 겸 인테리어 전공, 지독한 현실주의자
- 윤혜경 : 석정희(24세) 역 - 인희의 동생, 우식의 비서
- 아로운 : 김현식(24세) 역 - 작곡가. 정희를 좋아함.
- 김해숙 : 정 여사(59세) 역 - 강지의 어머니
- 선우은숙 : 김 여사(59세) 역 - 인희의 어머니
- 황은정 : 강민지(23세) 역 - 우식의 음반사 코디네이터
- 이미선 : 이지영(23세) 역 - 우식의 음반사 직원
- 이건문 : 이강국(23세) 역 - 우식의 음반사 로드매니저
- 박성희 : 박현애(23세) 역 - 준태의 치과병원 간호사
- 안세미 : 미숙 역 - 준태의 치과병원 간호사
- 배수현 : 강예림(8세) 역 - 우식과 강지의 딸, 초등학교 3학년
- 김동현 : 봉원재(6세) 역 - 인희와 준태의 아들, 초등학교 1학년

### 그 외 인물
- 서권순
- 정성화
- 최희진
- 서일현
- 한미진